# Koubia
Koubia är en prefekturhuvudort i Guinea.   Den ligger i prefekturen Koubia och regionen Labé Region, i den centrala delen av landet, 300 km nordost om huvudstaden Conakry. Koubia ligger 797 meter över havet och antalet invånare är 9 909.
Terrängen runt Koubia är huvudsakligen kuperad, men söderut är den platt. Runt Koubia är det ganska glesbefolkat, med 34 invånare per kvadratkilometer. Det finns inga andra samhällen i närheten. Omgivningarna runt Koubia är huvudsakligen savann.